# Paraty (ort i Brasilien)
Paraty är en ort i Brasilien.   Den ligger i kommunen Parati och delstaten Rio de Janeiro, i den sydöstra delen av landet, 900 km söder om huvudstaden Brasília. Paraty ligger 8 meter över havet och antalet invånare är 15 118.
Terrängen runt Paraty är varierad. Havet är nära Paraty åt nordost. Det finns inga andra samhällen i närheten. 
I omgivningarna runt Paraty växer i huvudsak städsegrön lövskog. Runt Paraty är det ganska glesbefolkat, med 22 invånare per kvadratkilometer.